# 폴 클라이밍
폴 클라이밍(pole climbing)은 손으로 잡을 수 있는 폴을 오르는 것이다. 마스트 클라이밍(mast climbing)과 관련된 활동은 기둥과 유사한 물체를 오르는 것을 설명하지만 손으로 잡는 것을 제외하고 직경이 더 큰다. 두 경우 모두 일반적으로 이 활동을 체조 스포츠로 보는 등반가는 인공 보조 장치 없이 몸과 팔다리만 사용한다고 가정한다.

## 역사
스포츠 활동으로서 장대와 마스트 등반은 모두 높은 마스트를 확장해야 하는 부수적인 요구 사항과 함께 범선의 발명 및 개발과 관련된 무술 훈련이나 신체 훈련으로 시작되었을 수 있다.

## 같이 보기
- 등반